# Zoe Weizenbaum
Zoe "Joey" Weizenbaum, född 21 september 1991 i Seattle, Washington, USA, är en amerikansk skådespelare. Hon studerade vid Fort River Elementary School i Massachusetts. Sommaren 2003 åkte hon på kollo och när de skulle utforska en grotta drabbades hon av hypotermi. Hon är intresserad av baseball. Hon har studerat afrikansk dans och förutom filmroller har hon även medverkat i en del lokalteater.
Hon har en amerikansk mamma och en kinesisk pappa och hon pratar både engelska och mandarin.

## Filmografi
- 2005 - Missing in America
- 2005 - Uppgörelsen - 12 and Holding
- 2005 - En geishas memoarer
- 2006 - Take 3
- 2008 - The High School Conspiracy